# دوغلاس هاي
دوغلاس هاي (بالإنجليزية: Douglas Hay)‏ (31 أغسطس 1876 في نيوزيلندا - 19 أبريل 1967) هو لاعب كريكت نيوزلندي. لعب مع فريق أوكلاند للكريكت ‏.

## وصلات خارجية
- دوغلاس هاي على موقع إي آس بي آن كريك إنفو (الإنجليزية)